# Белетристика
Белетристиката (на френски: belles lettres – изящна словесност) е общо название на художествени епични произведения, т.е. художествената проза. Терминът възниква през XIX век. Тогава основното му предназначение е да разграничи свободните авторски съчинения от документалния жанр – публицистиката. С развитието на литературата, съдържанието на термина се изменя. Днес белетристиката се интерпретира като лек стил – развлекателна художествена литература, която не засяга тясно специализирани научни проблеми.
Когато се използва по отношение на трудове, които задълбочено изследват проблеми от областта на историята, философията, лингвистиката и други науки, определението белетристика има подчертано негативно звучене. В такъв контекст терминът внушава, че произведението не почива на ясно установени от науката факти, а е по-скоро дело на въображението, фантазията на автора.

## Белетризация
Белетризацията е описание на задълбочени научни проблеми на популярен стил – т.е. стил на текста, който е прост, ясен и лесен за разбиране и приятен за широката публика. За да усилят емоционалното възприятие на белетризираното произведение, авторите нерядко излизат от рамките на „чистата“ наука и си позволяват да правят допускания, които често не могат да бъдат проверени чрез научен метод (или наличните днес научни похвати или техника) и/или не произтичат пряко от наличните факти по описвания проблем.
Световноизвестни автори, които белетризират проблеми от различни научни области са:
- Конрад Лоренц – биология;
- Виктор Суворов – военна история на Русия;
- Мария и Пиер Кюри - химия;
- Стивън Хокинг – физика;
- Александър Пушкин, Уилям Шекспир, Джордж Байрон и много други - литература;
- Умберто Еко, Олдъс Хъксли и много други – философи.